# Iglesia Matriz de Concepción (Junín)
La Iglesia Matriz de Nuestra Señora de la Purísima Concepción o simplemente Iglesia de la Purísima, es el templo principal la Ciudad y Provincia de Concepción, en la Región Junín.
Fue fundado por los Padres Franciscanos, inmediatamente después de su llegada a la Ciudad en 1537, teniendo como advocación y patrocinio a la Inmaculada Concepción. Actualmente es una Parroquia perteneciente a la Arquidiócesis de Huancayo.

## Historia
Es una de las primeras iglesias construidas en el Valle del Mantaro en tiempos de la llegada de los españoles al Perú.
Este lugar posee un estilo neoclásico con torres construidas de piedras labradas, traídas desde las canteras del distrito de Ingenio y Quichuay y unidos con argamasa de calicanto, con un diseño de planta en forma de Cruz Latina y en el altar mayor se puede apreciar la imagen de la Virgen de la Inmaculada Concepción.
Esta iglesia fue testigo de hechos alejados de la religiosidad. El 11 de abril de 1821; es incendiada por la soldadesca española en represalia por las acciones de las Heroínas Toledo. En 1882, durante la Guerra del Pacífico, la iglesia fue tomada por 77 soldados del Regimiento 6.º de Línea "Chacabuco" del ejército de Chile, que la ocuparon y convirtieron en un fuerte para defenderse de las fuerzas peruanas, quienes le prendieron fuego para capturar a su enemigo. En este incendio se perdió gran parte del valor artístico y religioso que tenía este templo. El terremoto del año 1947 provocó la caída de la cúpula, la cual nunca más volvió a reconstruirse.

## Interior
Debido a los numerosos incendios y el terremoto del 47, esta Iglesia ha perdido en gran parte su diseño original. Actualmente es de estilo neoclásico y el único templo que ya no cuenta con retablos ni altares de pan de oro; y por lo que se ve es todo de concreto.
Al ingresar, encontramos el nártex del Templo, a ambos lados de este espacio, se encuentran dos capillas: El del lado izquierdo está dedicado al Santo Sepulcro, y el del lado derecho está dedicado al Santísimo Sacramento. Al pasar el cancel, apreciamos el sencillo pero hermoso templo. Cuenta con una sola nave, la cual resalta su sencillez, en los altares laterales se veneran principalmente a los Santos Peruanos (San Martín de Porres y Santa Rosa de Lima), el Señor de la Justicia, el Sagrado Corazón de Jesús y la Virgen del Perpetuo Socorro. En el lado izquierdo del transepto se encuentra una pintura del Señor de los Milagros y en el lado derecho, el altar del Cristo Crucificado y de la Virgen de los Dolores. También cuenta con un púlpito, hecho enteramente de concreto.
El Altar Mayor es de estilo neoclásico, y en su centro se venera la Imagen de Nuestra Señora de la Inmaculada Concepción, Patrona de la Ciudad, y que se celebra cada 8 de diciembre.

## Exterior
La fachada es netamente neoclásica. Cuenta con una sola puerta y un pequeño vitral que da hacia el Coro, sobre él se encuentra una estatua de la Inmaculada Concepción. Ambas torres constan de tres pisos, aunque la del lado izquierdo tiene más importancia: en el primero se halla el campanario, con un total de 5 campanas; en el segundo se encuentra el reloj que lamentablemente dejó de funcionar hace mucho tiempo; y en el tercero, rodeada de cuatro pináculos se encuentra la Cruz de acero que corona su cima. Al costado de la Iglesia, se encuentra el despacho Parroquial.